# Ignacy Dąbrowski
Ignacy Dąbrowski, född 21 april 1869, död 4 februari 1932, var en polsk författare.
Dąbrowski framträdde som en framstående psykologisk berättare. Han stora genombrott blev romanen Döden (1892), en skildring ur en intellektuellt betonad polsk students liv. Bland hans senare verk märks En ensam kvinna (1912) och Mödrar (1922).